# Medunika
Medunika (lat. Holcus),  rod trajnica ili jednogodišnjeg bilja iz porodice Gramineae, dio podtribusa Holcinae. Postoji desetak vrsta koje rastu po Europi i dijelovima Afrike. Neke vrste uvezene su u obje Amerike, Aziju i Australiju.
U Hrvatskoj su prisutne dvije vrste, meka medunika i vunasta ili vunenasta mewdunika.

## Vrste
1. Holcus annuus Salzm. ex C.A.Mey.
2. Holcus azoricus M.Seq. & Castrov.
3. Holcus caespitosus Boiss.
4. Holcus gayanus Boiss.
5. Holcus grandiflorus Boiss. & Reut.
6. Holcus hierrensis (Stierst.) Stierst. & M.Seq.
7. Holcus × hybridus Wein
8. Holcus lanatus L., vunenasta medunika
9. Holcus mollis L., meka medunika
10. Holcus notarisii Nyman
11. Holcus pintodasilvae M.Seq. & Castrov.
12. Holcus rigidus Hochst.
13. Holcus setiger Nees